# Подпалвачката
„Подпалвачката“ (на английски: Firestarter) е роман, написан от Стивън Кинг.
По книгата е направен и филм, носещ същото име – „Подпалвачката“. Главната роля, на малката Чарли, изпълнява Дрю Баримор.

## Сюжет
Анди и Вики се запознават по време на експеримент, носещ кодовото име „Серия 6“. Те двамата, както и всички взели участие в експеримента, получават свръхестествени сили. Анди може да „тласка“ хората, а Вики владее „телепатия“, с която чете мислите на другите. Силите им не са неограничени, но им се ражда дъщеря, Чарли, която наследява способностите и на двамата, но с по-голяма сила — пирокинеза. Останалите участници в експеримента умират по някакъв повод – едни са убити, други се самоубиват. Остава семейството МагГий с малката Чарли. Те са издирвани от „Арсенала“, които искат да изучат и овладеят способностите им. Майката е убита, а детето – отвлечено. Бащата успява да овладее ситуацията, но не за дълго.